# ʢ
Cette page contient des caractères spéciaux ou non latins. S’ils s’affichent mal (▯, ?, etc.), consultez la page d’aide Unicode.
La lettre coup de glotte barré réfléchi, (lettre unicamérale : ʢ) est une lettre additionnelle de l’écriture latine qui est utilisée dans l’alphabet phonétique international.

## Utilisation
Dans l’alphabet phonétique international, [ʢ] représente une consonne fricative épiglottale voisée. Elle est adoptée comme symbole en 1989.

## Représentations informatiques
Le coup de glotte barré réfléchi peut être représentée avec les caractères Unicode (Alphabet phonétique international) suivants :
| formes    | représentations | chaînes de caractères | points de code | descriptions                                |
| --------- | --------------- | --------------------- | -------------- | ------------------------------------------- |
| minuscule | ʢ               | ʢ                     | U+02A2         | lettre latine coup de glotte barré réfléchi |